# Rasclet de Waters
El rasclet de Waters (Sarothrura watersi) és una espècie d'ocell de la família dels sarotrúrids (Sarothruridae).

## Hàbitat i distribució
Habita praderies humides de les muntanyes de l'est de Madagascar.